# Erika Wisselinck
Erika Wisselinck (* 6. Oktober 1926 in Görlitz; † 4. Januar 2001 auf Madeira) war eine deutsche feministische Journalistin, Autorin und Übersetzerin. Durch ihre eigenen Bücher und ihre Übersetzungen, besonders der bis dahin als unübersetzbar geltenden Werke der amerikanischen Radikalfeministin Mary Daly, gehört sie zu den wichtigen Vertreterinnen des Feminismus im späten 20. Jahrhundert.

## Leben
Wisselinck wurde als Tochter der ausgebildeten Lehrerin und Bibliothekarin Eva (geborene Roth), welche diese Berufe nie ausübte, und des Berufsoffiziers und späteren Generals der Wehrmacht Ernst im Oktober 1926 in Görlitz geboren. Die Familie wird als gutbürgerlich in preußisch-protestantischer Tradition beschrieben. In ihren ersten Lebensjahren wechselte die Familie bedingt durch den Beruf des Vaters öfter den Wohnort. Wisselinck selbst beschrieb das Verhältnis zu ihrer Mutter zeit ihres Lebens als schwierig und beklagte deren mangelnde menschliche Wärme. Ihren Vater beschrieb sie als offen und liebevoll, sowohl gegenüber ihr als auch gegenüber ihrem acht Jahre jüngeren Bruder. Letzterer wurde nach ihrem Empfinden von der Mutter bevorzugt.
Während der Zeit des Nationalsozialismus sah sich Wisselinck gezwungen, dem Bund Deutscher Mädel beizutreten. Im Jahr 1942 musste sie für ein halbes Jahr zum Ernteeinsatz in die Nähe von Krakau und 1944 wurde sie zum Reichsarbeitsdienst nach Falkenberg/Elster eingezogen. Sie selbst schrieb später, dass ihr der militärische Drill verhasst gewesen sei und sie die Zeit als schikanös empfunden habe. Sie beklagte, dass ihr Wissensdurst, auch infolge der Bücherverbrennungen und der ideologischen Eingeschränktheit, nicht gestillt werden konnte. Wörtlich überliefert ist ihre Aussage von der geistigen Ödnis im Nationalsozialismus, unter der sie litt. Im April 1945 schloss sie ihre Schullaufbahn mit dem Abitur auf einer Schule in Dresden ab. Nach dem Zweiten Weltkrieg unterrichtete Wisselinck Kinder und arbeitete als Sekretärin bei der britischen Besatzungsmacht. Ihre schon vorher guten Englischkenntnisse verbesserte sie in den ersten Nachkriegsjahren durch den Besuch einer Dolmetscherschule in Hamburg.
Wisselinck träumte davon, Journalistin zu werden. Diesem Ziel glaubte sie durch die Heirat mit Bernd Meinhard Meinardus, der in Düsseldorf ein Redaktionsbüro betrieb, näher zu kommen. Wisselinck kündigte ihre Anstellung als Sekretärin und sammelte im Büro ihres Mannes während der kurzen Zeit ihrer früh gescheiterten Ehe erste redaktionelle Erfahrungen. Nach der Ehescheidung kehrte sie nach Hamburg zurück, wo sie zunächst als Direktionssekretärin bei den Scandinavian Airlines arbeitete. Trotz ihres guten Einkommens gab sie ihren Traum vom Leben als Journalistin nicht auf; sie kündigte ihre Anstellung und studierte an der Universität Hamburg die Fächer Volkswirtschaft, Philosophie und Literaturwissenschaft. Schon während ihres Studiums schrieb sie für das Hamburger Sonntagsblatt. Ab 1958 schrieb sie kurzzeitig für die Süddeutsche Zeitung, um danach ab 1960 für den Bayerischen Rundfunk zu arbeiten.
Während der Zeit beim Rundfunk arbeitete Wisselinck engagiert an Themen wie Aufklärung über Verbrechen der nationalsozialistischen Diktatur oder dem Contergan-Skandal. Schon zu Beginn der 1960er Jahre beschäftigte sie sich auch mit feministischen Themen, obwohl diese zu der Zeit noch nicht dem herrschenden Zeitgeist entsprachen. Ab 1962 arbeitete sie zusätzlich zur journalistischen Beschäftigung beim Rundfunk halbtags in der Studienleitung der Evangelischen Akademie Tutzing. Die dortige hauptsächliche Beschäftigung mit ihrer Frauenthematik konnte sie nach eigener Aussage ohne Widerstand betreiben, weil dieses neue Thema damals noch reine Theorie war. Mit der 68er-Bewegung änderte sich diese Wahrnehmung, was sich auch an der erhöhten Aufmerksamkeit für ihre Sendungen feststellen ließ. Männliche Kollegen und Vorgesetzte ließen sie im Folgenden ihre Ablehnung durch Gehässigkeiten spüren und bezeichneten sie als männermordende Emanze. Innerhalb der Frauenbewegung versuchte Wisselinck durch Radiosendungen Aufklärung zu betreiben, um der Separierung von Männer- und Frauengruppen, die voneinander unabhängig und ohne Teilnahme des anderen Geschlechts nach Lösungen suchen, zu verhindern. In den 1970er Jahren sah sie die Frauenbewegung als Abgrenzung von der linken Bewegung, worin sie für sich einen Abschied sieht, der sie besonders als die Geschichte einer enttäuschten und zerbrochenen Liebe schmerzte.
Im Jahr 1973 gründete sie, noch vor dem ersten Erscheinen der Zeitschriften EMMA und Courage, die feministische Monatszeitung Korrespondenz die frau. Eine Besonderheit der Zeitung war, dass die Inhalte von Anderen kostenlos weiterverwendet werden durften, womit Wisselinck erreichen wollte, dass die feministische Thematik breit gestreut wird. Herausgegeben wurde die Zeitschrift, welche sich auch als kostenloser Pressedienst verstand, von der Evangelischen Frauenarbeit in Deutschland und dem Gemeinschaftswerk der Evangelischen Publizistik. 1980 verließ Wisselinck wegen inhaltlicher Differenzen die Redaktion der Zeitschrift. Zur selben Zeit wurde ihr auch von der Studienleitung der Evangelischen Akademie gekündigt.
Als Im Jahr 1976 Alice Schwarzer 30 Publizistinnen zur Gründung von EMMA lud, war Wisselinck eine davon. Bis 1978 schrieb sie als freie Mitarbeiterin für EMMA. 1978 änderte sich das Anstellungsverhältnis und sie schrieb unter zwei verschiedenen Pseudonymen auf Honorarbasis. Nach drei Monaten kündigte sie aufgrund der arbeitsrechtlichen Missstände in der Redaktion und des autoritären Führungsstils von Schwarzer. In der Auseinandersetzung nannte sie Schwarzer einen „Macho im Rock“.

In den folgenden Jahren zog Wisselinck sich aus den Medien zurück und beschäftigte sich nur noch mit der feministischen Theorie. Auf Porto Santo begann sie, eigene Bücher zu schreiben und übersetzte Werke amerikanischer Autorinnen wie Mary Daly, Robin Morgan, Janice Raymond und anderen. Besondere Bedeutung hat dabei die Übersetzung von Mary Dalys monumentaler Patriarchatskritik „Gyn/Ökologie“, einem Hauptwerk zur feministischen Philosophie, welches auch für Wisselincks eigenes Denken richtungsweisend wird. Im Folgenden vertrat sie der Theorie des Differenzfeminismus, wobei sie betonte, dass ihrer Meinung nach die Unterschiede nicht biologisch bedingt seien, sondern auf einem anderen Erfahrungshintergrund beruhen würden. Ihr Verständnis erklärte sie mit 

„Unser Wunsch ist immer gewesen: eine gerechtere Welt. Es ging ja nicht engstirnig nur um die Sache der Frauen. Es geht um eine gerechtere Verteilung unter den Menschen, es geht um einen anderen Umgang mit der Natur in allererster Linie, ... es geht um eine Veränderung der ganzen Einstellung zu den Lebensgrundlagen des Menschen auf diesem Planeten. So groß gegriffen ist der Ansatz der Frauenbewegung.“

 Diese Auffassung erklärt auch ihr Eintreten für die Friedensbewegung und die Umweltbewegung ab den 1980er Jahren. In den folgenden Jahren beschäftigte sie sich weiter mit Übersetzungen feministischer Literatur und verfasste eigene Bücher, darunter ihren einzigen Roman „Anna im Goldenen Tor“, der die Geschichte der Mutter Marias erzählt. Nach der Übersetzung von Mary Dales Buch „Reine Lust“ geht sie zusammen mit der Autorin auf Lesereise. 1988 war sie eine der Mitgründerinnen der Frauenstudien München, eines Vereins der sich selbst als Denkraum für feministisch Interessierte versteht.

### Privatleben
Wisselinck hatte nach ihrer kurzen Ehe einige leidenschaftliche, aber für sie oft enttäuschende Beziehungen. Später standen für sie Frauenfreundschaften im Vordergrund und sie bezeichnete sich selbst als frauenidentifizierte Frau und als nicht praktizierende Lesbe.
Im Jahr 1979 kaufte sie sich ein Haus auf der Insel Porto Santo, wo sie in den folgenden Jahren hauptsächlich wohnte und arbeitete. Im Juni 1993 übersiedelte sie vollständig dorthin. Außer regelmäßigen Besuchen bei ihrer pflegebedürftigen Mutter in Deutschland verbrachte sie die letzten Jahre relativ zurückgezogen. Nach einem Sturz erholte sie sich nicht mehr von den Folgen. Nach einigen Fehldiagnosen und -behandlungen wurde eine Skeletterkrankung bei ihr festgestellt. Am 4. Januar 2001 starb sie in Funchal. Beerdigt wurde sie auf Porto Santo.
Ihr Erbe wird von der Erika Wisselinck Nachlass gGmbH verwaltet. Diese brachte in Zusammenarbeit mit der Gerda-Weiler-Stiftung eine Biografie heraus, für deren Erstellung der Autorin Gabriele Meixner mehr als 30.000 Dateien, bestehend auch aus Tagebüchern, Fotos und Briefen sowie Mitschnitten und Kopien ihres gesamten beruflichen Werkes, aus dem Nachlass zur Verfügung standen.

### Kommunalpolitische Tätigkeit
1972 kandidierte Wisselinck als SPD-Kandidatin für das Amt des Landrats im Landkreis München. Mit einem Ergebnis von 42,2 % wurde sie nicht gewählt. In den nächsten zwölf Jahren war sie als Kreisrätin ehrenamtlich politisch aktiv. Im Kreistag setzte sie sich hauptsächlich für frauenpolitische Themen wie Frauengesundheit, Frauensprache in Ämtern oder Rhetorikkurse für Frauen ein. Nachdem ihr klar geworden war, dass sie mit Parteipolitik nicht weiterkommt, beendete sie diese Tätigkeit. Mit ursächlich waren dabei auch ihre Kontakte zur Autonomen Frauenbewegung.

## Themen

### Autonome Frauenbewegung
Wisselinck sah ab Mitte der 1980er Jahre die Autonome Frauenbewegung, welche sich aus den Reihen der 68er-Bewegung gebildet hatte, nicht mehr in der Kontinuität der Frauenbewegung. Im Widerspruch zu Alice Schwarzer sieht sie den Beginn dieser Bewegung 1968 mit Beginn der 68er-Bewegung, während Schwarzer erst 1973 mit der Kampagne Ich habe abgetrieben als Anfang sieht. Hatte Wisselinck Anfang der 1970er Jahre noch gemeinsame Ursprünge und eine Kontinuität gesehen, erkannte sie später, dass es aufgrund der unterschiedlichen Themen und auch der Verschiedenartigkeit des familiären Hintergrunds wenig Verbindendes zwischen diesen verschiedenen Generationen von Frauenrechtlerinnen gab.

### Hexenverfolgung
Im Jahr 1986 veröffentlichte Wisselincks das Buch Hexen. Warum wir so wenig von ihrer Geschichte erfahren und was davon auch noch falsch ist. Analyse einer Verdrängung. Seit Erscheinen von der Monografie soll laut der Historikerin Jaana Eichhorn ein Umschwung in den Geschichtswissenschaften stattgefunden haben: Das Hexenthema werde seitdem auch in historischen Überblicksarbeiten behandelt. Verschiedene Autoren brachten die Judenverfolgung des Mittelalters und der Frühen Neuzeit mit dem Hexenwahn in Verbindung. Eichhorn kritisiert, dass Wisselinck, die Ähnlichkeiten zwischen der nationalsozialistischen Judenverfolgung und der Hexenverfolgung in den „Strukturen der Verfolgermentalität“ erkenne, von „Frauen-Holocaust“ schreibt und den Hexenhammer mit Hitlers Mein Kampf vergleiche. Sie vermeide es jedoch Opferzahlen zu nennen, „da bereits eine als Hexe verbrannte Frau […] eine zuviel“ (Wisselinck, 1986) sei. An anderer Stelle schreibe sie jedoch von „Millionenmorden“. Ebenso wird ihr angemerkt, dass sie mit weit überhöhten Opferzahlen rechnet.

## Auszeichnungen
- 1988: Verleihung des Förderpreises für Frauenforschung und Frauenkultur der Stadt München[18]

## Werke (Auswahl)
- Frauen denken anders. Zur feministischen Diskussion. Als Einführung und zum Weiterdenken. Göttert, Rüsselsheim 1984 / 1992, ISBN 3-922229-26-3; 4. Auflage, Feministischer Buchverlag Wiesbaden 1996, (DNB 949005096).
- Hexen. Warum wir so wenig von ihrer Geschichte erfahren und was davon auch noch falsch ist. Frauenoffensive, München 1986, ISBN 3-88104-158-3.
- Jetzt wären wir dran. Frauen und Politik. Aufsätze aus 30 Jahren. Frauenoffensive, München 1988, ISBN 3-88104-181-8.
- Anna im Goldenen Tor. Gegenlegende über die Mutter der Maria. Kreuz, Stuttgart 1990 / 1993, ISBN 3-7831-1051-3, NA: Göttert, Rüsselsheim 2008, ISBN 978-3-939623-03-8.